# Bernhard Naunyn

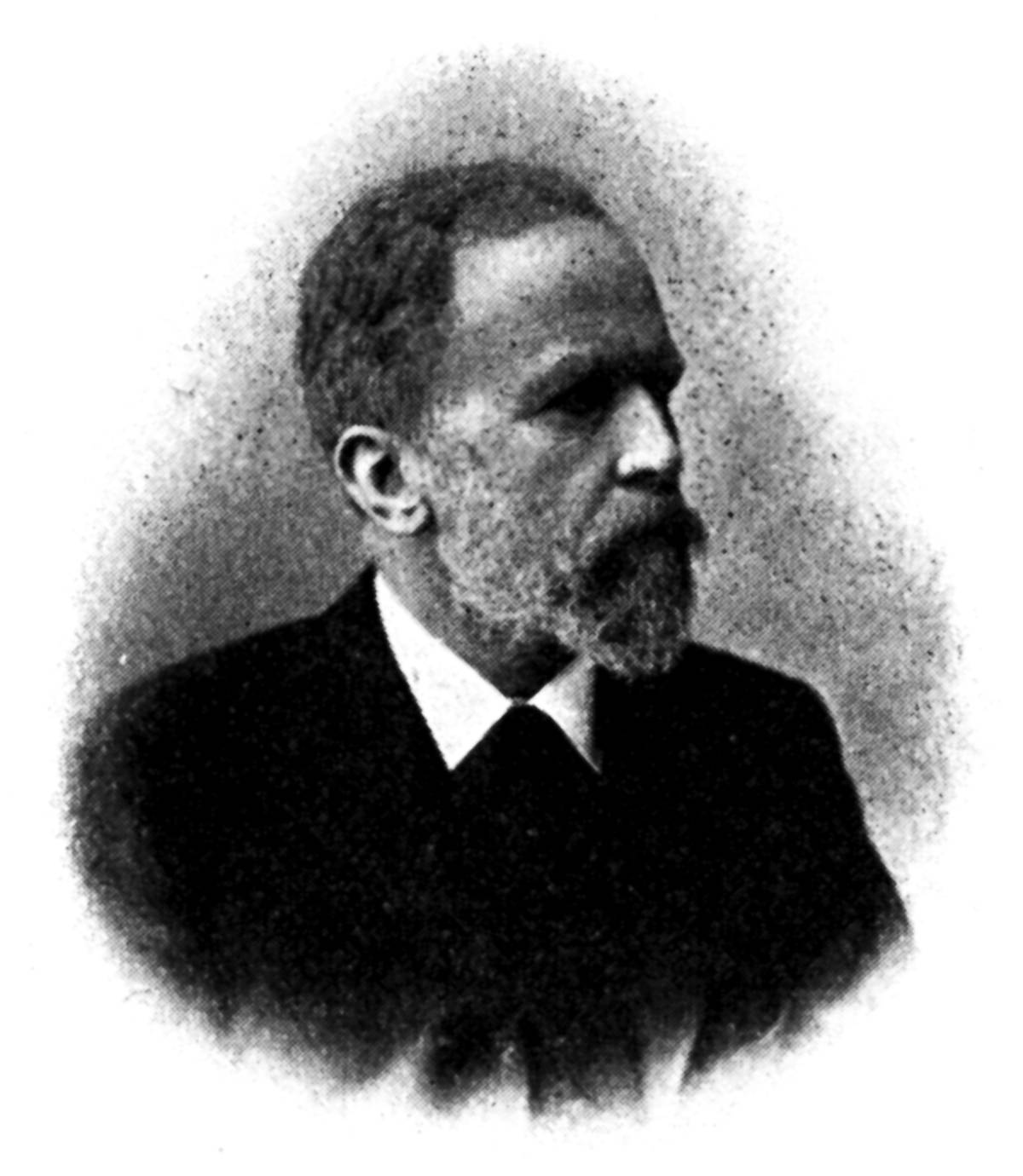
Bernhard Naunyn, vor 1902

Bernhard Naunyn (* 2. September 1839 in Berlin; † 26. Juli 1925 in Baden-Baden) war ein deutscher Internist und Hochschullehrer.

## Leben
Bernhard Naunyns Vater war der Berliner Oberbürgermeister Franz Christian Naunyn. Nachdem Bernhard auf Grund einer Erkrankung (Hydrocephalus) erst spät sprechen gelernt hatte und mehrere Klassen in der frühen Schulzeit wiederholen musste, besuchte der wissensdurstige und ehrgeizige Schüler das Friedrichwerdersche Gymnasium. Nach dem 1858 erfolgreich bestandenen Abitur studierte er zunächst in den Fächern Jura, Physik und Chemie an der Rheinischen Friedrich-Wilhelms-Universität Bonn und der Friedrich-Wilhelms-Universität zu Berlin, immatrikulierte sich in Berlin dann jedoch für das Studium der Medizin. Noch als Student wurde er 1858 Corpsschleifenträger der Hansea Bonn.
Im Jahr 1862 wurde Naunyn mit der Arbeit De Echinococci evolutione (dt.: Die Entwicklung der Echinokokkus) promoviert und legte im selben Jahr sein Staatsexamen ab. Danach begann er mit mikroskopisch-anatomischen Studien, zu denen ihm Karl Reichert und Nathanael Lieberkühn geraten hatten.
Nach dem einjährig-freiwilligen Jahr in der Preußischen Armee holte Theodor Frerichs Bernhard Naunyn 1863 als Ersten Assistenten an die Erste Medizinische Klinik der Charité. Unter Frerich konnte er Untersuchungen zur Fieberlehre und zur Gelbsucht durchführen, gleichzeitig forschte er über Erkrankungen der Leber und der Gallenwege und beschäftigte sich mit der Pathologie und Diätetik des Diabetes mellitus. Im Jahr 1867 habilitierte sich Naunyn an der Charité.
Vorübergehend praktischer Arzt in Berlin, folgte er 1869 dem Ruf der Universität Dorpat als Professor für klinische Therapie. 1871 wechselte er an die Universität Bern und 1872/73 an die Albertus-Universität Königsberg als Nachfolger des Internisten Ernst von Leyden. Mit einer einsemestrigen Unterbrechung war er von 1884 bis 1886 Prorektor der Albertina. Im Jahr 1883 wurde er zum Mitglied der Leopoldina gewählt. Im Dreikaiserjahr 1888 ging er schließlich als Nachfolger Adolf Kußmauls an die Kaiser-Wilhelms-Universität Straßburg, wo Naunyn unter anderem Oskar Minkowski anleitete. Beide führten bedeutende Tierversuche zur Erforschung der Leberfunktion durch. 1907 war er Vorsitzender der Gesellschaft Deutscher Naturforscher und Ärzte.
In den verschiedenen Kliniken beschäftigte sich Naunyn stets intensiv mit Krankheiten des Nervensystems, unter anderem als einer der ersten mit den Ursachen und Auswirkungen der Aphasie (Sprachstörung). Zu den später bekannt gewordenen Schülern Naunyns gehörten neben Minkowski Hermann Eichhorst, Adolf Magnus-Levy (1865–1955), Wilhelm Weintraud (1866–1920) und Carl Gerhardt sowie dessen Sohn Dietrich Gerhardt. Zum Freundeskreis von Naunyn gehörte Anton von Eiselsberg, der ihn in Wien etwa 1908 am Blinddarm (wegen eines sich darin, wohl wegen jahrzehntelanger Benutzung eines aus Magnesia und Kalkmasse selbstbereiteten Zahnputzmittels, entwickelten Enterolithen aus Kalk) operierte.

Grab von Bernhard Naunyn in Berlin-Kreuzberg

Von den Universitätsämtern zog sich Naunyn im Jahr 1904 zurück und nahm seinen Wohnsitz in Baden-Baden.  Doch im Ersten Weltkrieg leitete er das Reservelazarett im Ort. Eine besondere Herausforderung für Naunyn war die signifikante Zunahme der an Nierenentzündung erkrankten Soldaten im September 1915. Naunyn forderte die Anschaffung eines Glühlichtbades für die notwendigen Schwitzbäder der Erkrankten. Da keine elektrischen Leitungen vorhanden waren, kam jedoch nur ein billigeres Rumpflichtbad zur Anwendung. Nach dem Krieg schied er bei dem militärischen Corps Hansea aus.
Bernhard Naunyn starb 1925 im Alter von 85 Jahren in Baden-Baden. Beigesetzt wurde er auf dem Friedhof II der Jerusalems- und Neuen Kirche in Berlin-Kreuzberg, in der Nähe der letzten Ruhestätte seines Vaters. Er liegt neben seiner Gattin Anna geb. Haebler (1852–1927). An der Grabstele ist ein Relief mit dem Porträt von Naunyn eingelassen, das möglicherweise der Bildhauer Martin Meyer-Pyritz geschaffen hat. Das Grab von Bernhard Naunyn war von 1962 bis 2012 als Ehrengrab des Landes Berlin gewidmet.

## Herausgeber
Mit dem Pharmakologen Oswald Schmiedeberg und dem Pathologen Edwin Klebs gründete Bernhard Naunyn das Archiv für experimentelle Pathologie und Pharmakologie (ab Band 158: Naunyn-Schmiedebergs Archiv für experimentelle Pathologie und Pharmakologie, seit 1972: Naunyn-Schmiedeberg's Archives of Pharmacology), Leipzig, später Berlin, 1873 ff., die erste deutsche Fachzeitschrift der Pharmakologie als einer selbstständigen experimentellen Wissenschaft.
Ab 1886 gab er mit Johann von Mikulicz die neuen Mitteilungen aus den Grenzgebieten der Medizin und Chirurgie beim Gustav Fischer Verlag heraus. Im Sinne des Positivismus meinte er: „Medizin muss Wissenschaft sein, oder sie wird nicht sein.“ (Bernhard Naunyn)

## Schriften (Auswahl)
- 1892: Klinik der Cholelithiasis.
- 1898: Der Diabetes mellitus.
- 1900: Die Entwicklung der Inneren Medizin mit Hygiene und Bakteriologie im 19. Jahrhundert.
- 1908: Notwendigste Angaben für die Kostordnung Diabetischer.
- 1908: Die Berliner Schule vor 50 Jahren (= Sammlung klinischer Vorträge von Volkmann. Nr. 478).
- 1924: Versuch einer Uebersicht und Ordnung der Gallensteine des Menschen nach Anlage und Struktur, nach Alter und Standort der Steine.
- 1909: Gesammelte Abhandlungen. 1869-1908, 2 Bände, Würzburg.
- 1925: Erinnerungen, Gedanken und Meinungen. München.[5]

## Ehrungen
- Für seinen Einsatz im Lazarett Baden-Baden wurde Naunyn mit dem Eisernen Kreuz am weißen Bande ausgezeichnet.[11]
- In Baden-Baden ist eine Straße nach ihm benannt (die frühere Dennewitzstraße – seit 1864 Naunynstraße in Berlin-Kreuzberg – ist nicht nach Bernhard, sondern nach seinem Vater, Franz Christian Naunyn benannt).
- In den Universitätskliniken Freiburg, Würzburg und Heidelberg (Medizinische Kliniken) wurden Patientenstationen nach Bernhard Naunyn benannt.[13]
- In Mainz ist der Naunynweg auf dem Gelände der Universitätsmedizin nach ihm benannt.[14]
- Im Berliner Kongresszentrum trägt ein Saal seinen Namen.[15]